# پاول ریور، بریتیش کلمبیا
پاول ریور (به انگلیسی: Powell River) شهری است در جنوب غربی بریتیش کلمبیای کانادا که در شمال منطقه سان‌شاین کوست واقع است.